# Museu do Açude

O Museu do Açude, integrante dos Museus Castro Maya, é uma antiga propriedade transformada em museu, localizada no Alto da Boa Vista, na cidade do Rio de Janeiro, no Brasil.

## História
A propriedade, que compreende em quatro edifícios, foi adquirida em 1913 e reformada por Raymundo Ottoni de Castro Maya (1894-1968) na década de 1920.
O Museu do Açude, foi criado em 1964, e a partir dos anos 1990 adota a perspectiva de patrimônio integral, aliando o patrimônio cultural ao natural.
Único Museu situado dentro da Floresta da Tijuca, abriga uma grande diversidade de espécies da fauna e da ﬂora brasileira, em seus 151.132 metros quadrados de área.
Definido pelo trinômio Museu-Natureza-Cidade, possui importantes coleções dos mais diversos estilos, mas três grandes grupos descrevem bem o acervo: Arte Oriental (esculturas, porcelanas e louças Companhia das Índias), Artes Aplicadas (móveis coloniais brasileiros, prataria inglesa, cristais franceses que vão do século XVII ao XIX) e Azulejaria (painéis em sua grande maioria portugueses e louça do Porto). 
Os vastos e belos jardins formam um cenário paisagístico incrível, aproveitado, ainda, para apresentação de diversas exposições de arte.

### Exposições
- Pavilhão de recepção - Recepção ao visitante, loja de souvenirs e exposição "Retratos de Raymundo", cujo objetivo é apresentar o mecenas Raymundo Ottoni de Castro Maya: a vida privada, o colecionador, o ecologista, o anfitrião, o empresário e o esportista.

- Casa principal - No primeiro piso está a coleção de arte oriental e a reconstituição da Cozinha e da Sala de Jantar, como eram dispostas no passado, a fim de aludir à dimensão memorial do espaço e propor o diálogo entre o museu-casa e a casa que virou museu. No segundo piso está a Reserva Técnica Visitável.

- Galeria Debret -  anteriormente espaço dedicado a apresentar as obras do artista francês Jean-Baptiste Debret, transferidas na década de 1990 para o Museu da Chácara do Céu. Hoje apresenta a mostra de matrizes de litografia usadas como na estamparia dos produtos das indústrias alimentícias de Castro Maya. Todas elas fazem parte da coleção das 478 pedras litográficas pertencentes aos Museus Castro Maya, oriundas da Estamparia Colombo, adquirida por Raymundo em 1956.
- Galeria Rugendas - a exposição "Paisagem e Patrimônio" retrata o envolvimento de Castro Maya com a natureza em duas dimensões:[6]
  1. Colecionador de imagens sobre a paisagem natural do Rio de Janeiro -  imagens reproduzidas a partir do acervo dos Museus Castro Maya, que revelam a primorosa iconografia de obras dos artistas viajantes europeus do séc. XIX.
  2. Administrador da Floresta da Tijuca de 1943 a 1946 - série de fotografias em preto e branco, que serviram de registro para o seu trabalho de recuperação das áreas degradadas da Floresta da Tijuca.
- Circuito de Arte Contemporânea - criado em 1999 um circuito museológico ao ar livre - "Espaço de Instalações Permanentes" -  com as obras dos artistas contemporâneos Anna Maria Maiolino, Eduardo Coimbra, Helio Oiticica, Iole de Freitas, Lygia Pape, Nuno Ramos e Piotr Uklanski. Em 2016 o "Circuito de Arte Contemporânea" inaugurou[7] as obras de Angelo Venosa, José Resende e Waltercio Caldas, tornando-se assim a maior galeria de arte contemporânea[8] ao ar livre do Rio de Janeiro.
- Projetos Temporários - exposições temporárias de obras de artistas contemporâneos no espaço externo do Museu.[9]

### Outros Atributos
O Museu comporta ainda a promoção de espetáculos de dança, música, brunches culturais, teatro e demais manifestações artísticas ao ar livre.
O Museu do Açude ganhou destaque por ser o cenário externo da mansão da viúva Porcina, vivida pela atriz Regina Duarte na telenovela Roque Santeiro.
O local também aparece constantemente em outras gravações, principalmente as de época.